# Филип I фон Хиршхорн
Филип I фон Хиршхорн (на немски: Philipp I von Hirschhorn; † 18 август 1435) е благородник от род Хиршхорн на Некар в Хесен, вицум на Ашафенбург.
Той е син на дипломата, юриста и пфалцграфския дворцов майстер и съветник Ханс V фон Хиршхорн († 1426) и съпругата му вилдграфиня Иланд фон Даун († сл. 4 февруари 1421), дъщеря на рейн-и вилдграф Йохан II фон Щайн-Даун († 16 февруари 1383) и Юта фон Лайнинген († сл. 8 март 1394). Tой е полубрат на Ханс VI фон Хиршхорн († 13 март 1445).
Филип I фон Хиршхорн умира на 18 август 1435 г. и е погребан в църквата в кармелитския манастир Хиршхорн, подарен от родителите му през 1406 г.
Фамилията фон Хиршхорн измира по мъжка линия през 1632 г.

## Фамилия
Филип I фон Хиршхорн се жени за Ирмел/Ирмезинд фон Винебург и Байлщайн, дъщеря на Йохан I фон Виненбург-Байлщайн († сл. 1444) и Ермезинда фон Елтер († сл. 1414). Те имат децата:
- Йоланта фон Хиршхорн, омъжена на 12 декември 1440 г. за Хилдебранд фон Тюнген
- Каспар фон Хиршхорн († 1 януари/11 септември 1467), женен за Аделхайд Шелм († 1469), дъщеря на Йохан I Шелм, господар на Берген († 1453), и Елизабет фон Райфенберг († 13 март 1454); имат три сина